# Colonel Akakievich
Colonel Akakievich is een personage uit de James Bondfilm The World Is Not Enough (1999) gespeeld door acteur Claude-Oliver Rudolph. Akakievich ziet toe op het verplaatsen van nucleair materiaal in een bunker in Kazachstan. James Bond heeft de bunker weten te betreden onder de schuilnaam Dr. Arkov om achter vijand Renard aan te gaan. Renard is al in de bunker als Bond arriveert. Op het moment dat Akakievich doorkrijgt dat Bond niet Dr. Arkov is, valt ook Renard door de mand. Renard en zijn mannen openen daarop het vuur, waarbij Akakievich omkomt.